# Thomas Davis (football américain)
Pour les articles homonymes, voir Thomas Davis et Davis.
(en) Statistiques sur pro-football-reference
Thomas Antonio Davis (né le 22 mars 1983 à Shellman) est un joueur professionnel américain de football américain qui a évolué dans la National Football League (NFL) pendant seize saisons au poste de linebacker.
Après avoir joué au niveau universitaire avec les Bulldogs de la Géorgie dans la NCAA Division I FBS, il est sélectionné par la franchise des Panthers de la Caroline lors de la draft 2005 de la NFL.
Il y reste pendant quatorze saisons et est sélectionné au Pro Bowl lors de trois saisons consécutives (2015-2017) tout en remportant le Walter Payton Man of the Year Award en 2014. Il rejoint ensuite les Chargers de Los Angeles (2019) et la Washington Football Team (2020).

## Jeunesse
Davis étudie à la Randolph-Clay Middle/High School à Cuthbert, petite ville située dans le sud de l'État de Géorgie.

## Carrière

### Université
Il obtient une bourse à l'université de Géorgie. Il y joue au football américain au poste de safety. Il est désigné joueur All-American en 2004. Il dispute trente-neuf matchs avec les Bulldogs et totalise 272 plaquages dont dix-huit pour perte, 10½ sacks, trois interceptions, provoque six fumbles et en récupère neuf. Il fait l'impasse sur dernière année d'éligibilité pour se présenter à la draft de la NFL.

### Professionnel
Thomas Davis est sélectionné en 14e choix global lors du premier tour de la draft 2005 de la NFL par les Panthers de la Caroline. Pour sa première saison professionnelle, le rookie Thomas Davis dispute tous les matchs de la saison dont un comme titulaire. La saison suivante, il joue quatorze matchs en tant que titulaire, gardant ce statut jusqu'en fin de saison 2008.
En 2009, il joue les sept premiers matchs de la saison en tant que titulaire avant d'être placé sur la liste des blessés à la suite de problèmes de genou. Il ne joue plus de la saison ni en 2010. Davis revient en 2011, jouant les deux premiers matchs de la saison en tant que titulaire, récupérant un fumble. Cependant le 19 septembre 2011, il se déchire le ligament croisé antérieur ce qui met un terme à sa saison.
Après la saison 2018, Davis déclare qu'il ne jouera pas pour les Panthers en 2019.
Le 19 mars 2019, il signe un contrat de deux ans avec les Chargers de Los Angeles mais est libéré le 13 mars 2020. Douze jours plus tard, Davis s'engage avec les Redskins de Washington, renommés quelque temps plus tard Washington Football Team.
En décembre 2020, Davis annonce sur Instagram son intention de prendre sa retraite en fin de la saison. Il est libéré le 3 mars 2021.
Il signe un contrat d'un jour avec les Panthers le 11 mars 2021 avant de se retirer définitivement du football américain professionnel.